# Посилка для Світлани
«Посилка для Світлани» (рос. «Посылка для Светланы») — радянський телефільм режисерів Валентина Козачкова та Вадима Лисенко. Знятий за сценарієм Олега Шмельова на Одеській кіностудії у 1974 році.

## Сюжет
Скромна дівчина Світлана зв'язалася зі спекулянтами, які перепродували закордонні речі утричі дорожче. Невдовзі надмірне захоплення Світлани одягом призводить до її духовного зубожіння.

## У ролях
| Актор                | Роль                                         |
| -------------------- | -------------------------------------------- |
| Людмила Дребньова    | Світлана Платонова                           |
| Ніна Магер           | Ніна                                         |
| Юрій Демич           | Олександр                                    |
| Олександр Король     | Юра Сухов                                    |
| Володимир Татосов    | Сергій Михайлович Кулагін                    |
| Дмитро Сосновський   | Льоха                                        |
| Станіслава Шиманська | мати Світлани Віра Олексіївна                |
| Микола Величко       | майор Назаров                                |
| Анатолій Дриженко    | розшуковець Малков                           |
| Віктор Пименов       | чоловік Ніни Володимир Петрович              |
| Євгеній Філатов      | епізод                                       |
| Володимир Гордієнко  | слідчий                                      |
| М. Кисільова         | свідок                                       |
| Борис Молодан        | свідок, колишній адвокат Валентин Матвійович |
| Євгеній Котов        | оцінювач                                     |
| Степан Крилов        | таксист                                      |

## Знімальна група
- Сценарист та автор тексту пісні: Олег Шмельов
- Режисери-постановники: Валентин Козачков, Вадим Лисенко
- Оператор-постановник: Леонід Бурлака
- Художник-постановник: Юрій Богатиренко
- Режисери: В. Сенаткін, Т. Тищенко
- Художник по костюмах: Олександра Петрова
- Художник по гриму: Л. Брашеван
- Оператор: В. Щукін
- Режисер монтажу: Надія Яворська, М. Радько
- Звукооператор: Ігор Рябінін
- Композитор: Євгеній Стихін
- Редактор: Михайло Циба
- Директор картини: Олег Галкін